# غاريسون ستار
غاريسون ستار (بالإنجليزية: Garrison Starr)‏ هي مغنية ومغنية مؤلفة وموسيقية أمريكية، ولدت في 29 أبريل 1975.

## وصلات خارجية
- غاريسون ستار على موقع ميوزك برينز (الإنجليزية)
- غاريسون ستار على موقع أول ميوزيك (الإنجليزية)
- غاريسون ستار على موقع ديسكوغز (الإنجليزية)